# Kleiner Löffler (Venedigergruppe)
Kleiner Löffler (även Kleine Löffelspitze) är ett berg i Österrike.   Det ligger i förbundslandet Tyrolen, i den centrala delen av landet, 300 km väster om huvudstaden Wien. Toppen på Kleiner Löffler är 3 050 meter över havet, eller 103 meter över den omgivande terrängen. Bredden vid basen är 0,27 km.
Terrängen runt Kleiner Löffler är bergig norrut, men söderut är den kuperad. Runt Kleine Löffelspitze är det ganska glesbefolkat, med 26 invånare per kvadratkilometer.. Det finns inga samhällen i närheten. 
Trakten runt Kleiner Löffler består i huvudsak av gräsmarker.